# Juan José Urdiain
Juan José Urdiain Asensio (Pamplona, Navarra, 19 de marzo de 1965) es un exjugador de baloncesto español. Con 2.01 de estatura, su puesto natural en la cancha era el de alero. 

## Trayectoria
- Agramont Pamplona (1984-1985)
- Larios (1985-1986)
- Saski Baskonia 1986-1988)
- Cajaguipuzcoa (1988-1989)
- Argaray (1989-1990)
- Club de Baloncesto Askatuak (1989-1991)
- CB Gran Canaria (1991-1992)
- CB Granada (1992-1993)
- CB Salamanca (1993-1994)
- Señorío de Zuasti Alsasua (1994-1995)
- Señorío de Zuasti Pamplona (1995-1996)
- Alvecon Maristas Pamplona (1996-1997)